# Ius sanguinis
Ius sanguinis (czyt. jus sangwin-is; łac. dosłownie: prawo krwi) – jeden z dwóch sposobów wyznaczania obywatelstwa z mocy prawa. W tym przypadku dziecko nabywa obywatelstwo tego państwa, którego obywatelem jest przynajmniej jedno z rodziców. Alternatywną metodą wyznaczania obywatelstwa jest ius soli (dosłownie: prawo ziemi).
W polskim porządku prawnym tradycyjnie przyjęto zasadę prawa krwi (art. 14 ustawy o obywatelstwie polskim), jednak uzupełniająco stosuje się także zasadę prawa ziemi – gdyby dziecko urodzone na terytorium Polski nie nabywało żadnego innego obywatelstwa.
Kraje, w których obowiązuje prawo krwi, to m.in. Polska, Rosja, Francja, Niemcy, Ukraina, Australia czy Szwecja.